# Ratboř
Ratboř település Csehországban, a Kolíni járásban. Ratboř Suchdol, Pašinka, Červené Pečky, Kořenice és Kbel településekkel határos. Lakosainak száma 561 fő (2024. január 1.).

## Népesség
A település lakosságának változását az alábbi diagram mutatja:
| Lakosok száma | 626  | 700  | 814  | 672  | 640  | 530  | 572  | 580  | 573  | 561  |
|               | 1869 | 1890 | 1921 | 1950 | 1980 | 2001 | 2017 | 2019 | 2022 | 2024 |